# Луфира (река)
Луфира (на френски: Lufira) е река в Екваториална Африка, в югоизточната част на Демократична република Конго, десен приток на Луалаба (Конго). Дължината ѝ е около 500 km, а площта на водосборния басейн – около 50 000 km. Река Луфира води началото си на 1505 m н.в. от най-южните части на вулканичната планинска верига Митумба, в непосредствена близост до границата със Замбия. По цялото си протежение тече основно в посока север и север-северозапад. В горното и средното течение долината ѝ е предимно широка, плитка и на места силно заблатена. В района на град Ликаси протича през езерото Чангалеле, след което преодолява участък с бързеи и прагове и отново долината ѝ става широка и заблатена. Тук тя протича през обширна падина, заключена между планините Митумба на запад и Кунделунгу на изток. След устието на левия си приток Лувиломбо чрез тясна и дълбока долина и с множество бързеи, прагове и водопади (Киубу и др.) пресича планината Митумба и излиза в крайната югоизточна част на падината Конго. Тук отново тече през силно заблатени райони, след което се влива от юг в езерото Кисале, разположено на 563 m н.в., през което протича река Луалаба (Конго). Основни притоци: леви – Дикулуве, Лувиломбо, Луингила; десни – Кафила, Луфва. Луфира е предимно с дъждовно подхранване, като максимумът на оттока ѝ е в периода на летните дъждове, от октомври до март. В горното ѝ течение са изградени две ВЕЦ с обща мощност над 100 Мвт, електроенергията от които е предназначена за големите флотационни фабрики в района.